# Armando Chavarría Barrera
Armando Chavarría Barrera (Iguala de la Independencia, Guerrero, 27 de agosto de 1956 — Chilpancingo de los Bravo, Guerrero, 20 de agosto de 2009). Fue un político mexicano, miembro del Partido de la Revolución Democrática, que ocupó los cargos de Secretario General de Gobierno del estado y presidente del Congreso de Guerrero.

## Estudios
Egresado de la Escuela de Economía de la Universidad Autónoma de Guerrero, durante su época estudiantil fue líder de la Federación Estudiantil Universitaria Guerrerense, siendo rector de dicha universidad Rosalío Wences Reza, quien es considerado el que fue su principal formador político. 

## Trayectoria
Fue diputado federal en la LVII Legislatura del Congreso de la Unión de México posteriormente fue elegido senador de la República en la LVIII y LIX Legislaturas, de 2000 hasta su solicitud de licencia al cargo, 30 de marzo del 2005, para asumir al día siguiente, 1 de abril, el cargo de Secretario General de Gobierno por designación del gobernador de Zeferino Torreblanca Galindo. Con anterioridad fue precandidato del PRD a Gobernador de Guerrero, compitiendo en las elecciones con el mismo Zeferino Torreblanca Galindo y habiendo obtenido el 22% de los votos.
Renunció como secretario de Gobierno el 6 de mayo de 2008, para incorporarse a la campaña política de su partido que lo llevó a ser diputado local y coordinador de la bancada perredista del Estado, además de presidente del Congrego de Guerrero. Era considerado como el más viable candidato de su partido a gobernador del estado en las elecciones de 2011.

## Asesinato
El 20 de agosto de 2009 fue asesinado en Chilpancingo cuando salía de su domicilio particular; siendo dicho asesinato ampliamente condenado por el medio político mexicano.